# NGC 268
NGC 268 est une vaste galaxie spirale barrée située dans la constellation de la Baleine. NGC 268 a été découverte par le l'astronome germano-britannique William Herschel en 1785.

## Caractéristiques
Sa vitesse par rapport au fond diffus cosmologique est de 5 164 ± 23 km/s, ce qui correspond à une distance de Hubble de 76,2 ± 5,3 Mpc (∼249 millions d'al).
À ce jour, trois mesures non basées sur le décalage vers le rouge (redshift) donnent une distance de 160,667 ± 3,055 Mpc (∼524 millions d'al), ce qui est très loin à l'extérieur des valeurs de la distance de Hubble. 
La classe de luminosité de NGC 268 est II-III et elle présente une large raie HI. Elle renferme également des régions d'hydrogène ionisé.

## Supernova
La supernova SN 2012W a été découverte dans NGC 268 le 26 janvier 2012, dans le cadre du relevé CRTS (Catalina Real-Time Transient Survey) de l'institut Caltech et par l'astronome amateur américain Stan Howerton. Cette supernova était de type II.